# Cho Man-sik
Cho Man-sik (en coreano: 조만식; seudónimo Kodang) (1 de febrero de 1883-octubre de 1950) fue un activista nacionalista en el Movimiento de Independencia de Corea. Se involucró en la lucha por el poder que envolvió a Corea del Norte en los meses posteriores a la rendición japonesa después de la Segunda Guerra Mundial. Originalmente Cho fue apoyado por la Unión Soviética para el eventual gobierno de Corea del Norte. Sin embargo, debido a su oposición a la administración fiduciaria, Cho perdió el apoyo soviético y fue expulsado del poder por los comunistas respaldados por los soviéticos en el norte. Fue puesto bajo arresto domiciliario en enero de 1946, desapareció más tarde y, en general, se cree que fue ejecutado en el sistema penitenciario norcoreano poco después del comienzo de la guerra de Corea.

## Vida inicial
Cho nació en Kangsŏ-gun, provincia de P'yŏngan del Sur, actualmente en Corea del Norte, el 1 de febrero de 1883. Fue criado y educado en un estilo confuciano tradicional, pero más tarde se convirtió al cristianismo protestante y llegó a ser anciano de una iglesia. De junio de 1908 a 1913, Cho se trasladó a Japón para estudiar derecho en la Universidad de Meiji en Tokio. Fue durante su estancia en Tokio cuando Cho entró en contacto con las ideas de Mahatma Gandhi sobre la no violencia y la autosuficiencia. Cho también admiraba las ideas de Jesucristo y León Tolstoi. Cho más tarde utilizó estas ideas de oposición no violenta para resistir la ocupación japonesa de Corea.

## Movimiento de independencia
Después de la anexión de Corea por Japón en 1910, Cho se involucró cada vez más con el movimiento de independencia de su país . Su participación en el Movimiento Primero de Marzo lo llevó a su arresto y detención, junto con decenas de miles de otros coreanos. También es famoso por rechazar públicamente la política del gobierno imperial japonés de presionar a los coreanos para que cambiaran legalmente sus apellidos a apellidos japoneses. En 1922, Cho estableció la Sociedad de Promoción de Productos Coreanos con el objetivo de lograr la autosuficiencia económica y que los coreanos podrían obtener únicamente productos de fabricación propia. Cho pretendía que la Sociedad fuera un movimiento nacional apoyado por todas las organizaciones religiosas y grupos sociales, en particular los coreanos comunes. Debido a la Sociedad Coreana de Promoción de Productos, su fuerte resistencia no violenta y su liderazgo con el ejemplo en lugar de la autoridad política o social, Cho se ganó el respeto incluso de los críticos y le valió el título de “Gandhi de Corea”. A pesar de este récord, su estímulo al alistamiento de estudiantes coreanos en el ejército japonés le valió una reputación mixta con algunos de sus compañeros nacionalistas.

## Activismo posterior a la Segunda Guerra Mundial
En agosto de 1945, con la inminente rendición japonesa, Cho fue abordado por el gobernador japonés de Pionyang y le pidió que organizara un comité para asumir el control y mantener la estabilidad en el vacío de poder que inevitablemente seguiría. Aceptó cooperar y el 17 de agosto de 1945 formó el Comité Popular Provisional para las Cinco Provincias. El comité funcionó para estandarizar el número de miembros, deberes y procesos electorales para la formación de Comités Populares a nivel provincial, de ciudad, de país, de municipio y de aldea. Cho también afilió a este comité al Comité para la Preparación de la Independencia de Corea (CPKI). El Comité Popular Provisional para las Cinco Provincias generalmente compuesto por nacionalistas de derecha opuestos al comunismo.
Cuando las fuerzas soviéticas llegaron a Pionyang tras la rendición japonesa, esperaban poder influir en Cho Man-sik. Cho era en este momento el líder más popular en Pionyang debido principalmente a su constante resistencia a los japoneses y su formación de la Sociedad de Promoción de Productos Coreanos. Oficiales soviéticos se reunieron regularmente con Cho y trataron de convencerlo para dirigir la administración emergente Corea del Norte. Sin embargo, a Cho le disgustaba el comunismo y no confiaba en las potencias extranjeras. Cho Man-sik habría aceptado cooperar con las autoridades soviéticas solo en sus propios términos, como una amplia autonomía. Los líderes soviéticos no aceptaron las condiciones de Cho. A pesar de su rechazo a las solicitudes soviéticas, pudo permanecer como presidente del Comité Popular de P’yŏngan del Sur.
El 3 de noviembre de 1945, Cho también fundó su propio partido político: el Partido Democrático de Corea, actual Partido Socialdemócrata de Corea. En un principio se pretendía convertir en una auténtica organización política de la derecha nacionalista con el objetivo de lograr una sociedad democrática tras la ocupación japonesa. Sin embargo, los soviéticos no aprobaron el Partido Democrático de Corea y, por lo tanto, bajo la presión socialista, Choi Yong-kun fue elegido primer vicepresidente del partido. Choi Yong-kun era un guerrillero que sirvió en la 88.ª Brigada Independiente de Fusileros soviética y era amigo de Kim Il-sung. Por tanto, el partido estuvo influido por los ideales soviéticos desde el principio.
La confianza de los soviéticos en que Cho Man-sik podría convertirse en un líder norcoreano con los ideales soviéticos disminuyó y se puso una nueva esperanza en el comunista coreano Kim Il-sung. Kim Il-sung se había entrenado en el ejército soviético durante diez años, llegando al rango de mayor. Bajo la presión soviética, Cho se vio obligado a reorganizar el Comité Popular Provisional para las Cinco Provincias y aceptar más comunistas en los consejos. Las ideologías opuestas de Kim y Cho llevaron a un enfrentamiento entre los dos hombres, y el reparto forzado del poder no les cayó bien a ninguno de los dos.
La Conferencia de Moscú de 1945 entre los aliados victoriosos discutió la condición de estado de Corea, proponiendo una administración fiduciaria de cuatro poderes por un período de cinco años, después del cual Corea se convertiría en un estado independiente. Para Cho, esto resultaría en una influencia extranjera excesiva, y particularmente comunista, sobre su país, y se negó a cooperar. El 1 de enero de 1946, Andrei Alekseyevich Romanenko, un líder soviético, se reunió con Cho y trató de persuadirlo para que firmara el apoyo a la administración fiduciaria. Cho, sin embargo, se negó a firmar el apoyo. Después de que los líderes soviéticos se dieron cuenta de que no podían persuadir a Cho para que respaldara la administración fiduciaria soviética, perdieron toda esperanza de que Cho se convirtiera en un destacado líder norcoreano que reflejara los ideales soviéticos. El 5 de enero, Cho fue arrestado por soldados soviéticos y detenido en el Hotel Koryo de Pionyang.
Durante algún tiempo lo mantuvieron en cómodas condiciones en el Hotel Koryo, desde cuya posición continuó oponiéndose abiertamente a los comunistas. Se presentó a las elecciones a la vicepresidencia de 1948, pero para entonces la influencia comunista en los asuntos del país era demasiado fuerte y no tuvo éxito, recibiendo solo 10 votos de la Asamblea Nacional. Cho fue posteriormente trasladado a una prisión en Pionyang, donde terminan los informes confirmados sobre él. En junio de 1950, días antes de la invasión norcoreana de Corea del Sur, los gobiernos del norte y del sur llegaron a un acuerdo tentativo para intercambiar a Cho y su hijo por los encarcelados líderes del Partido de los Trabajadores de Corea del Sur, Kim Sam-yong y Yu Ju-ha. Sin embargo, el 24 de junio, las dos partes no pudieron ponerse de acuerdo sobre una modalidad de intercambio. Después del comienzo de la guerra al día siguiente, Kim y Yu fueron ejecutados en Namsan, Seúl.
En general, se cree que fue ejecutado junto con otros presos políticos durante los primeros días de la guerra de Corea, posiblemente en octubre de 1950. El desertor norcoreano Park Gil-yong afirmó que Cho fue asesinado por el Ejército Popular de Corea en una masacre de 5.000 presos durante su evacuación de Pionyang. La destitución de Cho abrió el camino para que Kim Il-sung consolidara su poder en el norte, una posición en la que estuvo durante 48 años hasta su muerte en 1994.

## Legado
En 1970, las acciones de Cho obtuvieron un reconocimiento póstumo cuando el gobierno de Corea del Sur le otorgó la Orden de la República de Corea y la Orden del Mérito para la Fundación Nacional.
Cho Man-sik, Gye-Jun Ryu, Kim Dong-won y Oh Yun-seon son mencionados como los pilares de la Iglesia Sanjunghyun en Pionyang.
La forma Ko-Dang de taekwondo fue nombrada en honor a Cho Man-sik.